# Battaglia di Kaliakra
La battaglia di Kaliakra o offensiva del Drachki (in bulgaro: Атаката на Дръзки, in turco Varna Deniz Muharebesi) fu un conflitto navale tra quattro torpediniere bulgare e l'incrociatore ottomano Hamidiye avvenuto il 21 novembre 1912 nel Mar Nero, a 32 miglia al largo del porto di Varna, in Bulgaria.
L'Impero ottomano, che combatteva su molti fronti nella prima guerra balcanica, fu indebolito in termini di potenza navale, soprattutto dopo le sconfitte nelle battaglie di Kırkkilise (Kırklareli) e Lüleburgaz. Per gli ottomani la rotta marittima tra il porto romeno di Costanza e Istanbul era ormai divenuta pericolosa. il 21 novembre 1914, la flotta ottomana, mentre si recava a Varna con il compito di mettere in sicurezza le navi nella regione e, qualora possibile, dare la caccia alle torpediniere bulgare, si scontrò con quattro torpediniere bulgare denominate Draçki (Arsız), Letyaşi (Uçar), Simeli (Cesur) e Stroki (Ciddi). Danneggiata da un siluro lanciato dalla Draçki, l'Hamidiye riuscì a evitare l'affondamento grazie agli sforzi dell'equipaggio e alla calma del mare. L'incrociatore, la cui prua era sommersa fino alla batteria del cannone anteriore, fece ritorno a Istanbul. Anche le torpediniere Stroki, Draçki e Simeli vennero danneggiate nel conflitto.

## Contesto
La marina ottomana durante la prima guerra balcanica eseguiva molti compiti come la protezione delle spedizioni militari nel Mar Nero, la conduzione di operazioni nel Mar Egeo e l'organizzazione di operazioni congiunte con l'esercito in ritirata. La marina aveva la propria base a Istanbul, mentre le navi sostenevano l'esercito a Silivri, a Marmara Wreğlisi nel Mar di Marmara, a Çatalca e a Midye nel Mar Nero, fornendo il supporto di fuoco contro le unità nemiche. La marina bulgara, composta dalla torpediniera da 726 tonnellate Nadezhda e da altre sei torpediniere, stabilì la sua base principale a Varna, svolgendo compiti di difesa del porto e operazioni contro le navi mercantili ottomane. Lo scopo principale della marina bulgara era quello di mantenere aperte le linee marittime verso la Russia. Nei collegamenti tra Costanza e Istanbul, contro il pericolo delle torpediniere bulgare, le navi ottomane si muovevano sotto la protezione delle navi da guerra o attraversando Varna durante le ore diurne o tracciando una rotta curva al di fuori dalla portata delle torpediniere.

## Piano operazionale
Il 19 novembre 1912 il ministero ottomano della Marina ricevette l'informazione che le torpediniere bulgare stavano cercando al largo di Varna una nave mercantile che trasportava munizioni a Istanbul. Negli stessi giorni, le navi mercantili Mithatpaşa e Akdeniz erano in procinto di salpare per Costanza e la nave Kizilirmak, che aveva caricato materiale bellico a Costanza, era, a sua volta, diretta ad Istanbul. Il Ministero della Marina notificò questa situazione al vice comandante in capo e offrì l'incrociatore Berk-i Satvet per accompagnare le navi mercantili. Il vicecomandante in capo, d'altra parte, ritenne che la sola protezione delle navi fosse insufficiente e chiese che il porto di Varna fosse tenuto sotto una sorveglianza permanente. Su questo ordine, il Ministero della Marina decise di inviare l'incrociatore Hamidiye e i cacciatorpediniere Bassora e Yarhisar a Varna e di trasferire il Berk-i Satvet a Costanza con le navi mercantili. Il comandante ad interim, il colonnello Tahir Burak, per attuare questa decisione ordinò al suo vice colonnello Ramiz di separare l'Hamidiye dalla sua scorta e di inviarla a Büyükçekmece. Il Berk-i Satvet avrebbe accompagnato le navi Mithatpaşa e Akdeniz a Costanza, e, sulla via del ritorno, avrebbe guidato la nave Kızılırmak a Istanbul. La forza navale per la missione al largo di Varna era composta dalle navi Hamidiye, Bassora e Yarhisar sotto il comando del vice comandante della Marina; tuttavia, il cacciatorpediniere Bassora, a causa di un malfunzionamento, fu sostituito dalla torpediniera Berkefşan.
La missione assegnata alle navi aveva lo scopo di impedire ai bulgari di attaccare le navi mercantili ottomane cariche di munizioni e, nell'eventualità, di distruggere le torpediniere bulgare. Lo Yarhisar e l'Hamidiye, sotto il comando del Tenente capitano Rauf Orbay, salparono per il Mar Nero alle 09:00 del mattino del 20 novembre e il Berkefşan, dopo essere stato riparato, si unì a queste due navi alle 13.00. Alla riunione tenutasi sull'Hamidiye alle 16.50, fu ordinato allo Yarhisar di prendere posizione alla foce del Kamçık, 8 miglia a sud di Varna, e 8 miglia a nord del Berkefşan, per osservare l'entrata e l'uscita delle torpediniere bulgare dal porto per attaccarle. Vedendo il nemico, la nave non avrebbe lasciato il suo posto per nessun motivo, e avrebbe fatto rapporto all'Hamidiye con il lancio di razzi rossi. Il giorno dopo l'operazione, l'incontro delle navi era previsto davanti Balçık alle 08:00 del mattino.

## Conflitto
Dopo la riunione, le navi partirono per Varna alle 17:50 e si dispersero alle 20:00 dirigendosi verso le loro aree di missione. Lo Yarhisar prese il suo posto alle 21.30 e il Berkefşan alle 00:00. Nel frattempo l'Hamidiye navigò verso Varna a una velocità di 10 miglia all'ora. Intanto, quattro torpediniere bulgare erano di pattuglia in massa fuori dal porto di Varna dalle 22:20. Sebbene il Berkefşan sia passato attraverso l'area, le parti non furono in grado di rilevarsi a vicenda.
Quando l'Hamidiye si trovò a 15 miglia da Varna il 21 novembre alle 00:40, il capitano Hasan Bey, che era in piedi sul ponte di comando, vide l'oscurità di due piccole imbarcazioni sulla prua del molo e pensando che la fiamma che emanava dal comignolo della nave di fronte fosse un razzo, decise di richiedere una parola d'ordine. Le torpediniere bulgare Letyashi e Stroki erano in un gruppo ravvicinato, mentre Drachki e Simeli navigavano più indietro sulla stessa linea. I bulgari avvistarono alle 00:30 l'Hamidiye, che fu scambiata erroneamente per una nave mercantile, e si avvicinarono. Quando l'Hamidiye sparò un razzo rosso per richiedere la parola d'ordine, i bulgari si resero conto che si trattava di una nave da guerra. Secondo la dichiarazione del capitano Dimitar Dobrev, i bulgari che videro l'Hamidiye alle 00.30 la inseguirono, pensando in un primo momento che fosse un traghetto, e si accorsero dopo 10 minuti che fosse qualcuno dell'Hamidiye o del Mecidiye e diedero l'ordine di sparare alle 00.43.
Incapace di ottenere una risposta alla sua richiesta di parola d'ordine, l'Hamidiye iniziò a sparare verso l'oscurità con cannoni da 150 mm di calibro da destra e 120 mm da sinistra. Anche i cannoni da 47 mm sul lato di dritta spararono indiscriminatamente. Il Letyashi avanzò a tutta velocità e si allontanò, mentre lo Stroki virò completamente a dritta ed entrò lungo scia del Simeli e allo stesso tempo, per schivare l'attacco dei siluri, iniziò a volgere la prua verso le navi nemiche. La nave per nascondere la sua posizione non accese le luci, ma aveva difficoltà a coordinare le palle di cannone. Le torpediniere bulgare si divisero in due gruppi contro l'Hamidiye e la bloccarono. Il Simeli, che rimase colpito, fece dei giri per un certo tempo e fu messo sotto controllo da un sottufficiale che mise in funzione la timoneria di scorta. Un siluro lanciato dal Draçki da una distanza di 400 metri colpì il dritto di prua dell'Hamidiye. Il muso della nave, che iniziò ad imbarcare acqua, affondò verso il mare fino al livello dei cannoni. L'equipaggio tentò da un lato di respingere il nemico con il fuoco dell'artiglieria e, dall'altro, cercò di drenare l'acqua. Nel frattempo, il Letyashi lanciò un secondo siluro ma non riuscì a colpire. I bulgari non si resero conto del colpo del siluro. Il Letyashi, come nave comandante, si diresse a ovest e si fermò, richiamando le altre navi con le luci, per poi dirigersi a riva. Nel frattempo, le altre tre navi furono impegnate contro il Berkefşan.
Ci furono danni al dritto di prua dell'Hamidiye. Una breccia si aprì anche sul fianco sinistro per la pressione del gas della polvere da sparo. Otto marinai della squadra dei vigili del fuoco rimasero uccisi. Durante il conflitto, l'Hamidiye aveva sparato 16 proiettili da 150 mm, e 70 colpi da 47 mm. Il Letyashi rimase illeso, sullo Stroki scoppiò un incendio e il proiettile che esplose sul Drachki distrusse la sua scialuppa di salvataggio e forò il suo ponte, facendo esplodere il tubo del vapore; nel mentre il timone del Simeli fu distrutto e l'involucro della caldaia anteriore venne squarciato causando l'esplosione del tubo del vapore e ferendo l'assistente mitragliere. Durante il conflitto, le torpediniere bulgare lanciarono un totale di undici siluri.
Nel frattempo, lo Yarhisar, che vide il fuoco dell'artiglieria nel conflitto verso nord, rimase fedele agli ordini ricevuti, trattenendosi nella sua zona di servizio fino alle 05.30 e andò in aiuto dell'Hamidiye. All'inizio il Berkefşan rimase nella sua zona di servizio, si diresse verso le nuvole di fumo che vide alle 01:15, e incontrò le navi Stroki, Draçki e Simeli e sparò da due lati. La nave riferì di aver mancato il nemico con un colpo, ma il colpo effettivo non si verificò. Le torpediniere bulgare dopo questo conflitto tornarono sulla riva.

Nell'Hamidiye le acque avevano riempito il magazzino e l'arsenale principali, e la divisione dei vigili del fuoco e della miniera di carbone di Arzani tentarono di filtrare sui compartimenti vicini, cercando di drenare l'acqua con pompe e secchi. Grazie all'equipaggio ben addestrato, alla buona gestione e al funzionamento delle pompe, la lotta contro le acque ebbe successo. L'inclinazione della dritta della nave fu bilanciata con l'acqua dal lato sinistro e la nave venne raddrizzata alle 02:30. Tuttavia, la velocità della nave scese a cinque miglia all'ora, e divenne evidente che non poteva continuare a vegliare su Varna. Il comandante dell'Hamidiye decise di tornare a Istanbul, e, pensando che lo Yarhisar e il Berkefşan sarebbero stati insufficienti per il compito, telegrafò al comandante del Berk-i Satvet:
"Vieni immediatamente davanti a Varna. Affonda le torpediniere bulgare, che potrebbero essere lì danneggiate nella battaglia notturna, insieme alle navi Yarhisar e Berkefşan".
Dopo questo messaggio, il Berk-i Satvet lasciò il suo incarico a Costanza e partì immediatamente.
Dopo la battaglia con le torpediniere bulgare, il Berkefşan si diresse verso le luci che vide di fronte a Capo Kaliakra. Queste luci appartenevano al Berk-i Satvet. Dopo lo scambio delle parole d'ordine, le due navi pattugliarono fino al mattino. Quando lo Yarhisar arrivò al punto di incontro il 21 novembre alle 08:00, non riuscendo a trovare l'Hamidiye e il Berkefşan, il comandante della nave decise di guardare verso Varna. Fece quattro passaggi entro quattro miglia dalla città e non fu esposto dal fuoco delle torpediniere bulgare. Partì per Istanbul alle 17:00 a causa di temporale. Nel frattempo, il comandante del Berk-i Satvet decise di inviare il Berkefşan a Istanbul e, pensando che il suo dovere di sorvegliare Varna fosse finito, partì per Costanza.

## Risvolti
Il vice comandante in capo apprese che l'Hamidiye era stato danneggiato di fronte a Varna la mattina del 21 novembre e chiese l'invio di una nave di supporto nella regione. Il comandante della marina trasferì l'incrociatore Mecidiye a Varna senza sapere ancora che l'Hamidiye fosse danneggiato. Quando lo seppe, mise in piedi un rimorchiatore e una nave di soccorso. Sulla via del ritorno a Istanbul, l'Hamidiye incontrò alle 11:00 il Turgut Reis che fornì una scialuppa di salvataggio motorizzata e soldati per assistere nell'evacuazione delle acque. Incontrò il Mecidiye e l'İntibah alle 15:50. La nave, che entrò nel Bosforo alle 18:20 dopo aver incontrato la cannoniera Zuhaf e i rimorchiatori da loro accompagnati, fu portata al molo di riparazione nel Corno d'Oro la mattina successiva.
L'Hamidiye rappresentava una minaccia significativa per la Bulgaria. La nave avrebbe potuto interrompere il collegamento marittimo della Bulgaria con la Russia e i bulgari miravano a mantenere aperto il tale collegamento per gli aiuti russi. La vittoria a Varna fu il più grande successo nella storia della marina bulgara. Le torpediniere bulgare arrivarono al porto e furono accolte calorosamente. Il fatto che tre dei siluri delle navi bulgare siano stati trovati vicino Sozopol e che il siluro del Drachki non sia stato trovato fu la dimostrazione che il Drachki aveva colpito l'Hamidiye. Dopo la battaglia, le torpediniere bulgare furono riparate e continuarono a essere utilizzate. La marina bulgara non si impegnò in un altro grande conflitto fino alla dichiarazione dell'armistizio. I pezzi sopravvissuti del Drachki sono stati montati sullo scafo Strogi della stessa classe e sono esposti come nave museo.